# 日本中央看護専門学校

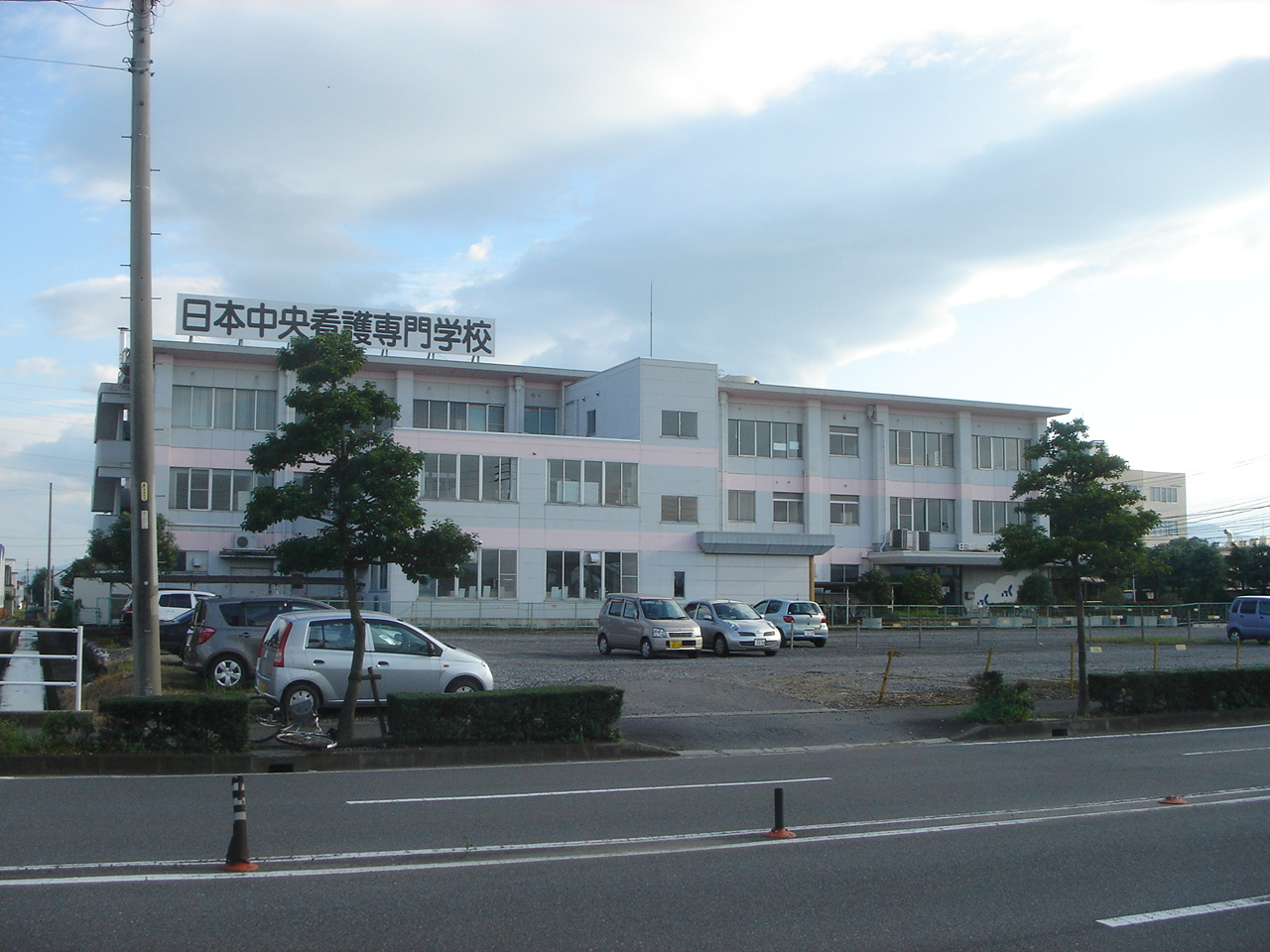
2007年撮影

日本中央看護専門学校（にほんちゅうおうかんごせんもんがっこう）とは、かつて存在した学校法人日本中央学園が運営する私立の専修学校であった。

## 概要
- 1993年（平成5年）開校。
- 西濃地区に看護師養成の大学・短期大学の設置の要望が地元医療関係者からあがったこともあり、大垣女子短期大学に看護科の新設が検討された。そこで2012年（平成24年）4月に日本中央看護専門学校の設置者を学校法人日本中央学園から学校法人大垣女子短期大学に変更。事実上、大垣女子短期大学の一部となった。その後、2015年（平成27年）3月31日に閉校[1]。
- 大垣女子短期大学は2015年（平成27年）4月に看護科を新設しているが、これは日本中央看護専門学校が新築移管したものである[2]。看護科は大垣女子短大のキャンパス内に新設したが、2019年（平成31年）に募集停止、2022年（令和4年）に廃止されている。2019年に設置された岐阜協立大学看護学部は、大垣女子短期大学を前身と記載している[3]。
- 2023年現在、日本中央看護専門学校の建物は存在し、再開発中のイビデン河間事業場の仮事務所として使用されている。

## 構成学科
- 看護学科（3年課程）

## 所在地
- 岐阜県大垣市河間町3-77

## その他
学校法人日本中央学園は、他に日本総合ビジネス専門学校を運営している。かつては、以下の専門学校を経営していた。
- 日本情報処理専門学校（現　日本総合ビジネス専門学校）
- 日本中央学園大垣調理師専門学校
- 大垣甲種歯科助手専門学校（現　大垣女子短期大学歯科衛生科？）